# (13916) Bernolák
(13916) Bernolák est un astéroïde de la ceinture principale.

## Description
(13916) Bernolák est un astéroïde de la ceinture principale. Il fut découvert le 23 août 1982 à Piszkesteto par Milan Antal. Il présente une orbite caractérisée par un demi-grand axe de 2,44 UA, une excentricité de 0,24 et une inclinaison de 5,8° par rapport à l'écliptique.

## Compléments